# L'Esprit public (radio)
Pour les articles homonymes, voir L'Esprit public.
L'Esprit public est une émission de radio diffusée le dimanche à 11 heures par France Culture depuis 1998.
Longtemps animée par le journaliste Philippe Meyer, elle a été présentée, toujours sur France Culture et dans le même esprit, par Émilie Aubry, par Patrick Cohen et, depuis la rentrée 2023, par le journaliste Hervé Gardette.
De son côté, Philippe Meyer a créé une nouvelle émission, diffusée en podcast, sous le titre Le Nouvel Esprit public.

## Principe
L'émission est animée par Philippe Meyer de septembre 1998 à août 2017, puis par Émilie Aubry de septembre 2017 à août 2021, puis par Patrick Cohen depuis septembre 2021, puis par Hervé Gardette depuis septembre 2023.
Après une introduction, trois ou quatre analystes débattent autour de thèmes choisis dans l'actualité française et internationale. Ils sont choisis parmi les intellectuels responsables de laboratoires d'idées, journalistes, écrivains, personnalités politiques, philosophes, économistes, historiens, diplomates, tous souvent énarques, normaliens, agrégés ou docteurs. A l'instar de l'animateur de l'émission, les intervenants sont souvent plurivalents. Plus qu'un débat codifié au sens où les médias le pratiquent habituellement, il s'agit davantage d'une conversation libre au cours de laquelle les participants expriment leurs analyses, échangent et tentent de mettre les événements en perspective.
En été, l'émission prend la forme de « thématiques » enregistrées à l'avance. Un grand témoin vient y exposer son point de vue sur différents sujets. En 2010, par exemple, on entendait entre autres Jean Daniel, Michel Rocard, Nicole Notat, Kofi Yamgnane ou Valéry Giscard d'Estaing.
Après le départ de Philippe Meyer, c'est la journaliste Émilie Aubry qui reprend l'émission sous le même titre et dans le même esprit, mais avec une équipe recomposée : Quelques intervenants demeurent mais beaucoup accompagnent Philippe Meyer dans son nouveau projet de podcast. Après un conflit juridique, le nom L'Esprit public reste la propriété du groupe Radio France. Philippe Meyer choisit, en forme de pied de nez, de baptiser son podcast Le Nouvel Esprit Public,,.
A compter de l'arrivée d'Émilie Aubry la diffusion radiophonique est complétée par une diffusion vidéo, relayée notamment par une succession de publications sur le compte Twitter de France Culture reprenant les « petites phrases » des intervenants.
À partir de la rentrée 2021, Patrick Cohen, de retour dans le groupe Radio France après quatre années à Europe 1, reprend la présentation du programme. Émilie Aubry se concentre désormais sur son émission Le Dessous des cartes.
Le dimanche 2 juillet 2023, Patrick Cohen anime sa dernière émission de L'Esprit public, à la suite de sa décision de quitter Radio France.
L'émission est désormais animée, depuis septembre 2023, par le journaliste Hervé Gardette.

## Générique
Le générique de l'émission animée par Philippe Meyer était extrait d'une œuvre d'Antonín Dvořák,, Dumky (op. 90), interprétée par le Trio Wanderer.
Le générique de l'émission d'Émilie Aubry est quant à lui tiré du morceau Red and Black Light du trompettiste Ibrahim Maalouf, interprétée au piano par lui même et enregistrée en public au Zénith de Nantes,.
Le générique de l'émission de Patrick Cohen est tiré du morceau Piany Pianino de Thylacine.

## Intervenants récurrents ou occasionnels

### 1998-2017
- Philippe Meyer, sociologue, écrivain, journaliste et producteur-animateur d'émissions de radio présente l'émission de 1998 à 2017.

et par ordre alphabétique
- Nicolas Baverez, sociologue et essayiste
- Katrin Bennhold, journaliste au New York Times
- Jean-Louis Bourlanges, énarque, ancien député européen (jusqu'au 5 mars 2017)
- François Bujon de l'Estang, énarque, ambassadeur de France, ancien ambassadeur aux États-Unis (de 2012 à 2017)
- Jean-Claude Casanova, économiste
- Éric Dupin, journaliste et écrivain
- Bruno Frappat, journaliste, ancien directeur de la rédaction du Monde, ancien directeur de La Croix et ancien président du directoire du groupe Bayard Presse.
- Max Gallo, historien, académicien français, personnalité politique (jusqu'au 31 août 2014)
- Nicole Gnesotto, normalienne (Cachan), titulaire de la chaire Union européenne au CNAM
- Sylvie Kauffmann, journaliste, directrice de la rédaction du Monde
- Éric Le Boucher, économiste, journaliste
- Bernard Maris, économiste, journaliste (décédé le 7 janvier 2015)
- Yves Michaud, normalien, philosophe
- Pierre Nora, académicien français, historien
- Denis Olivennes, énarque, chef d'entreprises
- Marc-Olivier Padis, directeur des études de la fondation Terra Nova
- Thierry Pech, normalien (Saint-Cloud), directeur général de la fondation Terra Nova
- Bernard Poulet, journaliste, ancien rédacteur en chef au mensuel L'Expansion
- Jean-François Revel, académicien français, philosophe, journaliste, écrivain (décédé le 30 avril 2006)
- Michel Rocard, énarque, homme politique (décédé le 2 juillet 2016)
- Alain-Gérard Slama, essayiste, journaliste et historien
- Alberto Toscano, journaliste et écrivain italien résidant à Paris
- Michaela Wiegel (de), journaliste, correspondante à Paris de la Frankfurter Allgemeine Zeitung.

### 2017-2021, l'émission reste sur France Culture
- Émilie Aubry, journaliste, animatrice de télévision et de radio
- François-Xavier Bellamy, professeur de philosophie, maire-adjoint (divers droite) de Versailles, élu député européen en 2019
- Monique Canto-Sperber, philosophe, directrice de recherche au CNRS
- Daniel Cohen, économiste, directeur du département d'économie de l'École normale supérieure
- Gérard Courtois, journaliste au quotidien Le Monde
- Marie Desplechin, écrivaine
- Gaspard Gantzer, haut fonctionnaire et homme politique
- Sylvie Kauffmann, journaliste, directrice de la rédaction du Monde
- Mathieu Laine, entrepreneur et intellectuel libéral, dirigeant du cabinet Altermind
- Wajdi Mouawad, auteur, metteur en scène et comédien
- Christine Ockrent, journaliste et productrice à France Culture
- Thierry Pech, directeur général de la fondation Terra Nova
- Pascal Perrineau, professeur émérite à l'Institut d'études politiques de Paris
- Dominique Reynié, professeur à l'Institut d'études politiques de Paris, directeur général de la Fondapol
- Hubert Védrine, ancien ministre des Affaires étrangères

En 2021, Patrick Cohen prend la succession d'Émilie Aubry.
En 2023, Hervé Gardette prend la succession de Patrick Cohen.

### Le Nouvel Esprit public
Le 28 mai 2017, Philippe Meyer annonce en préambule à l'émission du jour que celle-ci ne sera pas reconduite à la rentrée de septembre 2017 puis lit la lettre qu'il a reçue de la direction de Radio France. Deux pétitions, sont lancées pour demander au président de Radio France, Mathieu Gallet, et à la directrice de France Culture, Sandrine Treiner, de revenir sur leur décision et de maintenir L'Esprit public sur l'antenne de France Culture.
Le 10 septembre 2017, France Culture diffuse, sous le même titre et sur la même tranche horaire, une nouvelle formule de l'émission sous la forme d'un tour de table dirigé par la journaliste Émilie Aubry. Au même moment, Philippe Meyer annonce vouloir poursuivre son émission via une diffusion par podcast et un financement participatif. Il enregistre en public Le Nouvel Esprit public au théâtre de l’École alsacienne avec quatre invités, Jean-Louis Bourlanges, Nicole Gnesotto, Marc-Olivier Padis et Michaela Wiegel (de). Philippe Meyer voulait initialement garder le nom L’esprit public pour son nouveau podcast, mais le groupe Radio France, propriétaire du titre, s'y est opposé. De son côté, France Culture a tenté d'interdire à Philippe Meyer l'utilisation de la marque Le nouvel esprit public, prétextant qu'elle était trop proche de l'Esprit public; la radio a été déboutée par la justice,.
Parmi les intervenants réguliers on compte :
- Nicolas Baverez, essayiste et ancien collaborateur de Philippe Séguin
- Akram Belkaïd, journaliste et essayiste algérien
- Jean-Louis Bourlanges, énarque, député
- François Bujon de l'Estang, ambassadeur de France, ancien ambassadeur aux États-Unis
- David Djaïz, haut-fonctionnaire et essayiste, enseignant à l'Institut d'études politiques de Paris
- Matthias Fekl, haut-fonctionnaire et ancien ministre
- Isabelle de Gaulmyn, journaliste, rédactrice en chef du quotidien La Croix
- Béatrice Giblin, ancienne directrice de l'Institut français de géopolitique et de la revue Hérodote
- Nicole Gnesotto, normalienne (Cachan), titulaire de la chaire Union européenne au CNAM
- Éric Le Boucher, éditorialiste aux Échos et cofondateur de Slate.fr
- Marc-Oliver Padis, normalien, directeur des études de la fondation Terra Nova
- Lucile Schmid, énarque, membre du comité de rédaction de la revue Esprit
- Richard Werly, journaliste suisse du quotidien suisse Le Temps et collaborateur de Libération
- Michaela Wiegel (de), journaliste, correspondante à Paris de la Frankfurter Allgemeine Zeitung.
- Lionel Zinsou, économiste, ancien Premier ministre du Bénin, président de la fondation Terra Nova